# Brunryggig taggstjärtseglare
Brunryggig taggstjärtseglare (Hirundapus giganteus) är en fågel i familjen seglare.

## Utseende
Brunryggig taggstjärtseglare är med en kroppslängd på 21–26,5 cm en mycket stor seglare, störst av alla i familjen. Den har breda vingar nupna in mot kroppen, ett brett framträdande huvud, en kraftig bakkropp och en kort stjärt med tydligt utstickande "taggar". Fjäderdräkten är huvudsakligen brun, men har likt sina närmaste släktingar vitt på undergump och undre stjärttäckare. Likt den mindre arten silverryggig taggstjärtseglare (men olikt taggstjärtseglaren) saknar den i stort sett vitt på tertialerna samt har mörk strupe, ej vit. Den har dock unikt ljus tygel och endast obetydligt ljusare "sadeleffekt" på ryggen. 

## Utbredning och systematik
Arten delas in i två underarter med följande utbredning:
- Hirundapus giganteus giganteus: förekommer på Malackahalvön, Stora Sundaöarna och Palawan
- Hirundapus giganteus indicus: förekommer i sydvästra Indien, Sri Lanka, Bangladesh, Sydostasien och Andamanerna

## Status och hot
Arten har ett stort utbredningsområde och en stor population, men tros minska i antal, dock inte tillräckligt kraftigt för att den ska betraktas som hotad. Internationella naturvårdsunionen IUCN kategoriserar därför arten som livskraftig (LC). Världspopulationen har inte uppskattats men den beskrivs som vanlig i rätt miljö.